# 4e étape du Tour de France 2020
Pour un article plus général, voir Tour de France 2020.
La 4e étape du Tour de France 2020 se déroule le mardi 1er septembre 2020 entre Sisteron et la station de ski d'Orcières Merlette, sur une distance de 160,5 kilomètres.

## Parcours
Les coureurs partent de Sisteron, ville arrivée de la veille, avec une première partie plate, avant que le parcours ne se corse. Les difficultés s'enchaîneront : le col du Festre (7,6 km à 5,3 %), la côte de Corps (2,2 km à 6,3 %), la côte de l’Aullagnier (3 km à 6,4 %) et la côte de Saint-Léger-les-Mélèzes (2,8 km à 6,8 %). Quelques kilomètres plus loin, la montée d'Orcières-Merlette (7,1 km à 6,7 %) classée en 1re catégorie se dresse devant les coureurs. L'arrivée y est jugée.

## Déroulement de la course
Pour la première arrivée au sommet, l'équipe Jumbo-Visma contrôle le peloton dans le final. Malgré des attaques de Pierre Rolland (B&B Vital Concept) à 4,5 km de l'arrivée, puis de Guillaume Martin (Cofidis) à 600 mètres de la ligne, les favoris du Tour se disputent la victoire d'étape au sprint. Le champion de Slovénie Primož Roglič (Jumbo-Visma) s'impose devant son compatriote Tadej Pogačar (UAE Emirates) et Guillaume Martin. Emanuel Buchmann (Bora-Hansgrohe) et Enric Mas (Movistar) concèdent 9 secondes, Richard Carapaz (Ineos), Daniel Martinez et le champion de Colombie Sergio Higuita (EF Pro Cycling) 28 secondes, Marc Hirschi 38 secondes. Dans la première partie de l'étape, Sam Bennett remporte le sprint du peloton lors du sprint intermédiaire, derrière les 6 échappés, et revient à hauteur de Peter Sagan en tête du classement par points, mais ce dernier reste maillot vert grâce à son meilleur classement général. 5e de l'étape, Julian Alaphilippe conserve son maillot jaune, avec 4 secondes d'avance sur Yates, 7 sur Roglič, 11 sur le nouveau meilleur jeune Pogačar, 13 sur Martin et 17 sur un groupe de 11 coureurs.

## Résultats

### Classement de l'étape
| Classement de la 4e étape | Classement de la 4e étape | Classement de la 4e étape | Classement de la 4e étape | Classement de la 4e étape |
|                           | Coureur                   | Pays                      | Équipe                    | Temps                     |
| ------------------------- | ------------------------- | ------------------------- | ------------------------- | ------------------------- |
| 1er                       | Primož Roglič             | Slovénie                  | Jumbo-Visma               | en 4 h 7 min 47 s         |
| 2e                        | Tadej Pogačar             | Slovénie                  | UAE Emirates              | + 0 s                     |
| 3e                        | Guillaume Martin          | France                    | Cofidis                   | + 0 s                     |
| 4e                        | Nairo Quintana            | Colombie                  | Arkéa-Samsic              | + 0 s                     |
| 5e                        | Julian Alaphilippe        | France                    | Deceuninck-Quick Step     | + 0 s                     |
| 6e                        | Miguel Ángel López        | Colombie                  | Astana                    | + 0 s                     |
| 7e                        | Egan Bernal               | Colombie                  | Ineos Grenadiers          | + 0 s                     |
| 8e                        | Thibaut Pinot             | France                    | Groupama-FDJ              | + 0 s                     |
| 9e                        | Mikel Landa               | Espagne                   | Bahrain-McLaren           | + 0 s                     |
| 10e                       | Adam Yates                | Royaume-Uni               | Mitchelton-Scott          | + 0 s                     |
| modifier                  |                           |                           |                           |                           |

### Points attribués
| Sprint intermédiaire Veynes (km 51,5) | Sprint intermédiaire Veynes (km 51,5) | Sprint intermédiaire Veynes (km 51,5) | Sprint intermédiaire Veynes (km 51,5) | Sprint intermédiaire Veynes (km 51,5) |
| ------------------------------------- | ------------------------------------- | ------------------------------------- | ------------------------------------- | ------------------------------------- |
|                                       | Coureur                               | Pays                                  | Équipe                                | Point(s)                              |
| 1er                                   | Nils Politt                           | Allemagne                             | Israel Start-Up Nation                | 20                                    |
| 2e                                    | Mathieu Burgaudeau                    | France                                | Total Direct Énergie                  | 17                                    |
| 3e                                    | Tiesj Benoot                          | Belgique                              | Sunweb                                | 15                                    |
| 4e                                    | Quentin Pacher                        | France                                | B&B Hotels-Vital Concept              | 13                                    |
| 5e                                    | Alexis Vuillermoz                     | France                                | AG2R La Mondiale                      | 11                                    |
| 6e                                    | Krists Neilands                       | Lettonie                              | Israel Start-Up Nation                | 10                                    |
| 7e                                    | Sam Bennett                           | Irlande                               | Deceuninck-Quick Step                 | 9                                     |
| 8e                                    | Michael Mørkøv                        | Danemark                              | Deceuninck-Quick Step                 | 8                                     |
| 9e                                    | Matteo Trentin                        | Italie                                | CCC                                   | 7                                     |
| 10e                                   | Bryan Coquard                         | France                                | B&B Hotels-Vital Concept              | 6                                     |
| 11e                                   | Giacomo Nizzolo                       | Italie                                | NTT Pro Cycling                       | 5                                     |
| 12e                                   | Peter Sagan                           | Slovaquie                             | Bora-Hansgrohe                        | 4                                     |
| 13e                                   | Alexander Kristoff                    | Norvège                               | UAE Emirates                          | 3                                     |
| 14e                                   | Niccolò Bonifazio                     | Italie                                | Total Direct Énergie                  | 2                                     |
| 15e                                   | Maximilian Walscheid                  | Allemagne                             | NTT Pro Cycling                       | 1                                     |
| modifier                              |                                       |                                       |                                       |                                       |

| Arrivée d'étape Orcières - Merlette (km 160,5) | Arrivée d'étape Orcières - Merlette (km 160,5) | Arrivée d'étape Orcières - Merlette (km 160,5) | Arrivée d'étape Orcières - Merlette (km 160,5) | Arrivée d'étape Orcières - Merlette (km 160,5) |
| ---------------------------------------------- | ---------------------------------------------- | ---------------------------------------------- | ---------------------------------------------- | ---------------------------------------------- |
|                                                | Coureur                                        | Pays                                           | Équipe                                         | Point(s)                                       |
| 1er                                            | Primož Roglič                                  | Slovénie                                       | Jumbo-Visma                                    | 30                                             |
| 2e                                             | Tadej Pogačar                                  | Slovénie                                       | UAE Emirates                                   | 25                                             |
| 3e                                             | Guillaume Martin                               | France                                         | Cofidis                                        | 22                                             |
| 4e                                             | Nairo Quintana                                 | Colombie                                       | Arkéa-Samsic                                   | 19                                             |
| 5e                                             | Julian Alaphilippe                             | France                                         | Deceuninck-Quick Step                          | 17                                             |
| 6e                                             | Miguel Ángel López                             | Colombie                                       | Astana                                         | 15                                             |
| 7e                                             | Egan Bernal                                    | Colombie                                       | Ineos Grenadiers                               | 13                                             |
| 8e                                             | Thibaut Pinot                                  | France                                         | Groupama-FDJ                                   | 11                                             |
| 9e                                             | Mikel Landa                                    | Espagne                                        | Bahrain-McLaren                                | 9                                              |
| 10e                                            | Adam Yates                                     | Royaume-Uni                                    | Mitchelton-Scott                               | 7                                              |
| 11e                                            | Tom Dumoulin                                   | Pays-Bas                                       | Jumbo-Visma                                    | 6                                              |
| 12e                                            | Esteban Chaves                                 | Colombie                                       | Mitchelton-Scott                               | 5                                              |
| 13e                                            | Bauke Mollema                                  | Pays-Bas                                       | Trek-Segafreo                                  | 4                                              |
| 14e                                            | Richie Porte                                   | Australie                                      | Trek-Segafreo                                  | 3                                              |
| 15e                                            | Rigoberto Urán                                 | Colombie                                       | EF Pro Cycling                                 | 2                                              |
| modifier                                       |                                                |                                                |                                                |                                                |

|   |                  | \| \| Coureur \| Pays \| Équipe \| Secondes \| \| - \| ---------------- \| -------- \| ------------ \| -------- \| \| 1 \| Primož Roglič \| Slovénie \| Jumbo-Visma \| 10 s \| \| 2 \| Tadej Pogačar \| Slovénie \| UAE Emirates \| 6 s \| \| 3 \| Guillaume Martin \| France \| Cofidis \| 4 s \| |              |          |
|   | Coureur          | Pays | Équipe       | Secondes |
| 1 | Primož Roglič    | Slovénie | Jumbo-Visma  | 10 s     |
| 2 | Tadej Pogačar    | Slovénie | UAE Emirates | 6 s      |
| 3 | Guillaume Martin | France | Cofidis      | 4 s      |

### Cols et côtes
| Col du Festre (km 67,5) 3e catégorie (7,6 km à 5,3%) | Col du Festre (km 67,5) 3e catégorie (7,6 km à 5,3%) | Col du Festre (km 67,5) 3e catégorie (7,6 km à 5,3%) | Col du Festre (km 67,5) 3e catégorie (7,6 km à 5,3%) | Col du Festre (km 67,5) 3e catégorie (7,6 km à 5,3%) |
| ---------------------------------------------------- | ---------------------------------------------------- | ---------------------------------------------------- | ---------------------------------------------------- | ---------------------------------------------------- |
|                                                      | Coureur                                              | Pays                                                 | Équipe                                               | Point(s)                                             |
| 1er                                                  | Quentin Pacher                                       | France                                               | B&B Hotels-Vital Concept                             | 2                                                    |
| 2e                                                   | Nils Politt                                          | Allemagne                                            | Israel Start-Up Nation                               | 1                                                    |
| modifier                                             |                                                      |                                                      |                                                      |                                                      |

| Côte de Corps (km 97,5) 4e catégorie (2,2 km à 6,3%) | Côte de Corps (km 97,5) 4e catégorie (2,2 km à 6,3%) | Côte de Corps (km 97,5) 4e catégorie (2,2 km à 6,3%) | Côte de Corps (km 97,5) 4e catégorie (2,2 km à 6,3%) | Côte de Corps (km 97,5) 4e catégorie (2,2 km à 6,3%) |
| ---------------------------------------------------- | ---------------------------------------------------- | ---------------------------------------------------- | ---------------------------------------------------- | ---------------------------------------------------- |
|                                                      | Coureur                                              | Pays                                                 | Équipe                                               | Point(s)                                             |
| 1er                                                  | Quentin Pacher                                       | France                                               | B&B Hotels-Vital Concept                             | 1                                                    |
| modifier                                             |                                                      |                                                      |                                                      |                                                      |

| Côte de l'Aullagnier (km 125,5) 3e catégorie (3,0 km à 6,4%) | Côte de l'Aullagnier (km 125,5) 3e catégorie (3,0 km à 6,4%) | Côte de l'Aullagnier (km 125,5) 3e catégorie (3,0 km à 6,4%) | Côte de l'Aullagnier (km 125,5) 3e catégorie (3,0 km à 6,4%) | Côte de l'Aullagnier (km 125,5) 3e catégorie (3,0 km à 6,4%) |
| ------------------------------------------------------------ | ------------------------------------------------------------ | ------------------------------------------------------------ | ------------------------------------------------------------ | ------------------------------------------------------------ |
|                                                              | Coureur                                                      | Pays                                                         | Équipe                                                       | Point(s)                                                     |
| 1er                                                          | Quentin Pacher                                               | France                                                       | B&B Hotels-Vital Concept                                     | 2                                                            |
| 2e                                                           | Nils Politt                                                  | Allemagne                                                    | Israel Start-Up Nation                                       | 1                                                            |
| modifier                                                     |                                                              |                                                              |                                                              |                                                              |

| Côte de Saint-Léger-les-Mélèzes (km 141,5) 3e catégorie (2,8 km à 6,8%) | Côte de Saint-Léger-les-Mélèzes (km 141,5) 3e catégorie (2,8 km à 6,8%) | Côte de Saint-Léger-les-Mélèzes (km 141,5) 3e catégorie (2,8 km à 6,8%) | Côte de Saint-Léger-les-Mélèzes (km 141,5) 3e catégorie (2,8 km à 6,8%) | Côte de Saint-Léger-les-Mélèzes (km 141,5) 3e catégorie (2,8 km à 6,8%) |
| ----------------------------------------------------------------------- | ----------------------------------------------------------------------- | ----------------------------------------------------------------------- | ----------------------------------------------------------------------- | ----------------------------------------------------------------------- |
|                                                                         | Coureur                                                                 | Pays                                                                    | Équipe                                                                  | Point(s)                                                                |
| 1er                                                                     | Krists Neilands                                                         | Lettonie                                                                | Israel Start-Up Nation                                                  | 2                                                                       |
| 2e                                                                      | Quentin Pacher                                                          | France                                                                  | B&B Hotels-Vital Concept                                                | 1                                                                       |
| modifier                                                                |                                                                         |                                                                         |                                                                         |                                                                         |

| \| Montée d'Orcières-Merlette (km 160,5) 1re catégorie (7,1 km à 6,7%) \| Montée d'Orcières-Merlette (km 160,5) 1re catégorie (7,1 km à 6,7%) \| Montée d'Orcières-Merlette (km 160,5) 1re catégorie (7,1 km à 6,7%) \| Montée d'Orcières-Merlette (km 160,5) 1re catégorie (7,1 km à 6,7%) \| Montée d'Orcières-Merlette (km 160,5) 1re catégorie (7,1 km à 6,7%) \| \| ------------------------------------------------------------------- \| ------------------------------------------------------------------- \| ------------------------------------------------------------------- \| ------------------------------------------------------------------- \| ------------------------------------------------------------------- \| \| \| Coureur \| Pays \| Équipe \| Point(s) \| \| 1er \| Primož Roglič \| Slovénie \| Jumbo-Visma \| 10 \| \| 2e \| Tadej Pogačar \| Slovénie \| UAE Emirates \| 8 \| \| 3e \| Guillaume Martin \| France \| Cofidis \| 6 \| \| 4e \| Nairo Quintana \| Colombie \| Arkéa-Samsic \| 4 \| \| 5e \| Julian Alaphilippe \| France \| Deceuninck-Quick Step \| 2 \| \| 6e \| Miguel Ángel López \| Colombie \| Astana \| 1 \| \| modifier \| \| \| \| \| |                    |          |                       |          |
| Montée d'Orcières-Merlette (km 160,5) 1re catégorie (7,1 km à 6,7%) |                    |          |                       |          |
| | Coureur            | Pays     | Équipe                | Point(s) |
| 1er | Primož Roglič      | Slovénie | Jumbo-Visma           | 10       |
| 2e | Tadej Pogačar      | Slovénie | UAE Emirates          | 8        |
| 3e | Guillaume Martin   | France   | Cofidis               | 6        |
| 4e | Nairo Quintana     | Colombie | Arkéa-Samsic          | 4        |
| 5e | Julian Alaphilippe | France   | Deceuninck-Quick Step | 2        |
| 6e | Miguel Ángel López | Colombie | Astana                | 1        |
| modifier |                    |          |                       |          |

### Prix de la combativité
- Krists Neilands (Israel Start-Up Nation)

## Classements à l'issue de l'étape

### Classement général
| Classement général | Classement général | Classement général | Classement général    | Classement général |
|                    | Coureur            | Pays               | Équipe                | Temps              |
| ------------------ | ------------------ | ------------------ | --------------------- | ------------------ |
| 1er                | Julian Alaphilippe | France             | Deceuninck-Quick Step | en 18 h 7 min 8 s  |
| 2e                 | Adam Yates         | Royaume-Uni        | Mitchelton-Scott      | + 4 s              |
| 3e                 | Primož Roglič      | Slovénie           | Jumbo-Visma           | + 7 s              |
| 4e                 | Tadej Pogačar      | Slovénie           | UAE Emirates          | + 11 s             |
| 5e                 | Guillaume Martin   | France             | Cofidis               | + 13 s             |
| 6e                 | Egan Bernal        | Colombie           | Ineos Grenadiers      | + 17 s             |
| 7e                 | Tom Dumoulin       | Pays-Bas           | Jumbo-Visma           | + 17 s             |
| 8e                 | Esteban Chaves     | Colombie           | Mitchelton-Scott      | + 17 s             |
| 9e                 | Nairo Quintana     | Colombie           | Arkéa-Samsic          | + 17 s             |
| 10e                | Miguel Ángel López | Colombie           | Astana                | + 17 s             |
| modifier           |                    |                    |                       |                    |

| Classement par points | Classement par points | Classement par points | Classement par points    | Classement par points |
| --------------------- | --------------------- | --------------------- | ------------------------ | --------------------- |
|                       | Coureur               | Pays                  | Équipe                   | Point(s)              |
| 1er                   | Peter Sagan           | Slovaquie             | Bora-Hansgrohe           | 83 points             |
| 2e                    | Sam Bennett           | Irlande               | Deceuninck-Quick Step    | 83 pts                |
| 3e                    | Alexander Kristoff    | Norvège               | UAE Emirates             | 80 pts                |
| 4e                    | Matteo Trentin        | Italie                | CCC                      | 61 pts                |
| 5e                    | Giacomo Nizzolo       | Italie                | NTT Pro Cycling          | 51 pts                |
| 6e                    | Caleb Ewan            | Australie             | Lotto-Soudal             | 50 pts                |
| 7e                    | Julian Alaphilippe    | France                | Deceuninck-Quick Step    | 47 pts                |
| 8e                    | Bryan Coquard         | France                | B&B Hotels-Vital Concept | 43 pts                |
| 9e                    | Tadej Pogačar         | Slovénie              | UAE Emirates             | 36 pts                |
| 10e                   | Cees Bol              | Pays-Bas              | Sunweb                   | 32 pts                |
| modifier              |                       |                       |                          |                       |

| Classement du meilleur grimpeur | Classement du meilleur grimpeur | Classement du meilleur grimpeur | Classement du meilleur grimpeur | Classement du meilleur grimpeur |
| ------------------------------- | ------------------------------- | ------------------------------- | ------------------------------- | ------------------------------- |
|                                 | Coureur                         | Pays                            | Équipe                          | Point(s)                        |
| 1er                             | Benoît Cosnefroy                | France                          | AG2R La Mondiale                | 21 points                       |
| 2e                              | Michael Gogl                    | Autriche                        | NTT Pro Cycling                 | 12 pts                          |
| 3e                              | Primož Roglič                   | Slovénie                        | Jumbo-Visma                     | 10 pts                          |
| 4e                              | Tadej Pogačar                   | Slovénie                        | UAE Emirates                    | 8 pts                           |
| 5e                              | Quentin Pacher                  | France                          | B&B Hotels-Vital Concept        | 6 pts                           |
| 6e                              | Guillaume Martin                | France                          | Cofidis                         | 6 pts                           |
| 7e                              | Toms Skujiņš                    | Lettonie                        | Trek-Segafredo                  | 6 pts                           |
| 8e                              | Kasper Asgreen                  | Danemark                        | Deceuninck-Quick Step           | 6 pts                           |
| 9e                              | Nicolas Roche                   | Irlande                         | Sunweb                          | 5 pts                           |
| 10e                             | Nairo Quintana                  | Colombie                        | Arkéa-Samsic                    | 4 pts                           |
| modifier                        |                                 |                                 |                                 |                                 |

| Classement général du meilleur jeune | Classement général du meilleur jeune | Classement général du meilleur jeune | Classement général du meilleur jeune | Classement général du meilleur jeune |
|                                      | Coureur                              | Pays                                 | Équipe                               | Temps                                |
| ------------------------------------ | ------------------------------------ | ------------------------------------ | ------------------------------------ | ------------------------------------ |
| 1er                                  | Tadej Pogačar                        | Slovénie                             | UAE Emirates                         | en 18 h 7 min 15 s                   |
| 2e                                   | Egan Bernal                          | Colombie                             | Ineos Grenadiers                     | + 6 s                                |
| 3e                                   | Enric Mas                            | Espagne                              | Movistar                             | + 15 s                               |
| 4e                                   | Sergio Higuita                       | Colombie                             | EF Pro Cycling                       | + 34 s                               |
| 5e                                   | Marc Hirschi                         | Suisse                               | Sunweb                               | + 34 s                               |
| 6e                                   | Daniel Felipe Martínez               | Colombie                             | EF Pro Cycling                       | + 4 min 10 s                         |
| 7e                                   | Harold Tejada                        | Colombie                             | Astana                               | + 7 min 51 s                         |
| 8e                                   | Niklas Eg                            | Danemark                             | Trek-Segafredo                       | + 12 min 7 s                         |
| 9e                                   | Lennard Kämna                        | Allemagne                            | Bora-Hansgrohe                       | + 14 min 22 s                        |
| 10e                                  | Neilson Powless                      | États-Unis                           | EF Pro Cycling                       | + 17 min 55 s                        |
| modifier                             |                                      |                                      |                                      |                                      |

| Classement par équipes | Classement par équipes | Classement par équipes | Classement par équipes |
|                        | Équipe                 | Pays                   | Temps                  |
| ---------------------- | ---------------------- | ---------------------- | ---------------------- |
| 1re                    | EF Pro Cycling         | États-Unis             | en 54 h 22 min 46 s    |
| 2e                     | Trek-Segafredo         | États-Unis             | + 32 s                 |
| 3e                     | Jumbo-Visma            | Pays-Bas               | + 40 s                 |
| 4e                     | Bahrain-McLaren        | Bahreïn                | + 1 min 51 s           |
| 5e                     | Ineos Grenadiers       | Royaume-Uni            | + 2 min 13 s           |
| 6e                     | Movistar               | Espagne                | + 2 min 14 s           |
| 7e                     | UAE Emirates           | Émirats arabes unis    | + 3 min 38 s           |
| 8e                     | Astana                 | Kazakhstan             | + 3 min 47 s           |
| 9e                     | Groupama-FDJ           | France                 | + 4 min 52 s           |
| 10e                    | AG2R La Mondiale       | France                 | + 6 min 15 s           |
| modifier               |                        |                        |                        |

## Abandon(s)
Aucun abandon.